# Lorne Campbell
Ian Lorne Campbell é um historiador de arte, nascido em Stirling,  Escócia, em 1946. Campbell é o autor de um número de livros sobre a arte dos séculos XIV e XV, e um especialista em do período inicial da pintura flamenga; as suas contribuições para o estudo deste período estão a par dos trabalhos de Max Jakob Friedländer e Erwin Panofsky. O seu catálogo de 1998 The Fifteenth Century Netherlandish Paintings tem sido descrito como um "padrão".
Campbell é o curador da National Gallery, em Londres desde 1996. Licenciou-se na Universidade de Edimburgo, e doutorou-se na Universidade de Londres em 1973. Entre 1970 e 1971, leccionou na Universidade de Manchester e na de Cambridge. De 1974 em diante, deu aulas sobre o Renascimento nórdico, no The Courtauld Institute of Art, Universidade de Londres.
Ian Lorne Campbell reside em Londres. 

## Publicações
- The Sixteenth Century Netherlandish Paintings with French Paintings before 1600, 2014
- Renaissance Faces: Van Eyck to Titian, (with Miguel Falomir, Jennifer Fletcher, Luke Syson), National Gallery, 2011. ISBN 978-1-85709-407-7
- Rogier van der Weyden: 1400-1464. Master of Passions, (with Jan Van der Stock), Leuven: Davidsfonds, 2009. ISBN 978-90-8526-105-6.
- Van Der Weyden, Chaucer Press, 2004
- The Fifteenth Century Netherlandish Paintings. National Gallery, 1998
- Renaissance Portraits; European Portrait-Painting in the 14th, 15th and 16th Centuries, 1990
- Early Flemish Pictures in the Collection of the Queen (The Pictures in the Collection of Her Majesty the Queen), Cambridge University Press, 1985